# 15466 Barlow
15466 Barlow este un asteroid din centura principală de asteroizi.

## Descriere
15466 Barlow este un asteroid din centura principală de asteroizi. A fost descoperit pe 14 ianuarie 1999 la Stația Anderson Mesa în cadrul programului LONEOS. El prezintă o orbită caracterizată de o semiaxă mare de 2,55 ua, o excentricitate de 0,14 și o înclinație de 13,7° în raport cu ecliptica.